# Liste der Abgeordneten des britischen Unterhauses 2015
Dieser Artikel enthält eine Liste der Abgeordneten, die bei der Wahl zum Unterhaus des Vereinigten Königreichs am 7. Mai 2015 gewählt wurden, sortiert nach Wahlkreisen und politischen Parteien.

## Liste
| Wahlkreis                                   | Partei des bisherigen Abgeordneten vor der Wahl | gewählter Abgeordneter (2015)   | Bemerkungen                                                                                              |
| ------------------------------------------- | ----------------------------------------------- | ------------------------------- | --- |
| Aberavon                                    | Labour                                          | Stephen Kinnock (L)             | Wahlkreis behauptet, bisheriger Abgeordneter Hywel Francis nicht mehr angetreten                         |
| Aberconwy                                   | Conservative                                    | Guto Bebb (C)                   | Wahlkreis behauptet                                                                                      |
| Aberdeen North                              | Labour                                          | Kirsty Blackman (SNP)           | Wahlkreis gewonnen, bisheriger Abgeordneter Frank Doran nicht mehr angetreten                            |
| Aberdeen South                              | Labour                                          | Callum McCaig (SNP)             | Wahlkreis gewonnen, gegen bisherige Abgeordnete Anne Begg                                                |
| Airdrie and Shotts                          | Labour                                          | Neil Gray (SNP)                 | Wahlkreis gewonnen, gegen bisherige Abgeordnete Pamela Nash                                              |
| Aldershot                                   | Conservative                                    | Gerald Howarth (C)              | Wahlkreis behauptet                                                                                      |
| Aldridge-Brownhills                         | Conservative                                    | Wendy Morton (C)                | Wahlkreis behauptet, bisheriger Abgeordneter Richard Shepherd nicht mehr angetreten                      |
| Altrincham and Sale West                    | Conservative                                    | Graham Brady (C)                | Wahlkreis behauptet                                                                                      |
| Alyn and Deeside                            | Labour                                          | Mark Tami (L)                   | Wahlkreis behauptet                                                                                      |
| Amber Valley                                | Conservative                                    | Nigel Mills (C)                 | Wahlkreis behauptet                                                                                      |
| Angus                                       | SNP                                             | Mike Weir (SNP)                 | Wahlkreis behauptet                                                                                      |
| Arfon                                       | Plaid Cymru                                     | Hywel Williams (PC)             | Wahlkreis behauptet                                                                                      |
| Argyll and Bute                             | Liberal Democrats                               | Brendan O’Hara (SNP)            | Wahlkreis gewonnen, gegen bisherigen Abgeordneten Alan Reid                                              |
| Arundel and South Downs                     | Conservative                                    | Nick Herbert (C)                | Wahlkreis behauptet                                                                                      |
| Ashfield                                    | Labour                                          | Gloria De Piero (L)             | Wahlkreis behauptet                                                                                      |
| Ashford                                     | Conservative                                    | Damian Green (C)                | Wahlkreis behauptet                                                                                      |
| Ashton-under-Lyne                           | Labour                                          | Angela Rayner (L)               | Wahlkreis behauptet, bisheriger Abgeordneter David Heyes nicht mehr angetreten                           |
| Aylesbury                                   | Conservative                                    | David Lidington (C)             | Wahlkreis behauptet                                                                                      |
| Ayr, Carrick and Cumnock                    | Labour                                          | Corri Wilson (SNP)              | Wahlkreis gewonnen, gegen bisherige Abgeordnete Sandra Osborne                                           |
| Banbury                                     | Conservative                                    | Victoria Prentis (C)            | Wahlkreis behauptet, bisheriger Abgeordneter Tony Baldry nicht mehr angetreten                           |
| Banff and Buchan                            | SNP                                             | Eilidh Whiteford (SNP)          | Wahlkreis behauptet                                                                                      |
| Barking                                     | Labour                                          | Margaret Hodge (L)              | Wahlkreis behauptet                                                                                      |
| Barnsley Central                            | Labour                                          | Dan Jarvis (L)                  | Wahlkreis behauptet                                                                                      |
| Barnsley East                               | Labour                                          | Michael Dugher (L)              | Wahlkreis behauptet                                                                                      |
| Barrow and Furness                          | Labour                                          | John Woodcock (L)               | Wahlkreis behauptet                                                                                      |
| Basildon and Billericay                     | Conservative                                    | John Baron (C)                  | Wahlkreis behauptet                                                                                      |
| Basingstoke                                 | Conservative                                    | Maria Miller (C)                | Wahlkreis behauptet                                                                                      |
| Bassetlaw                                   | Labour                                          | John Mann (L)                   | Wahlkreis behauptet                                                                                      |
| Bath                                        | Liberal Democrats                               | Ben Howlett (C)                 | Wahlkreis gewonnen, bisheriger Abgeordneter Don Foster nicht mehr angetreten                             |
| Batley and Spen                             | Labour                                          | Jo Cox (L)                      | Wahlkreis behauptet, (seit 16. Juni 2016 vakant) bisheriger Abgeordneter Mike Wood nicht mehr angetreten |
| Battersea                                   | Conservative                                    | Jane Ellison (C)                | Wahlkreis behauptet                                                                                      |
| Beaconsfield                                | Conservative                                    | Dominic Grieve (C)              | Wahlkreis behauptet                                                                                      |
| Beckenham                                   | Conservative                                    | Bob Stewart (C)                 | Wahlkreis behauptet                                                                                      |
| Bedford                                     | Conservative                                    | Richard Fuller (C)              | Wahlkreis behauptet                                                                                      |
| Belfast East                                | Alliance                                        | Gavin Robinson (DUP)            | Wahlkreis gewonnen, gegen bisherige Abgeordnete Naomi Long                                               |
| Belfast North                               | DUP                                             | Nigel Dodds (DUP)               | Wahlkreis behauptet                                                                                      |
| Belfast South                               | SDLP                                            | Alasdair McDonnell (SDLP)       | Wahlkreis behauptet                                                                                      |
| Belfast West                                | Sinn Féin                                       | Paul Maskey (SF)                | Wahlkreis behauptet                                                                                      |
| Bermondsey and Old Southwark                | Liberal Democrats                               | Neil Coyle (L)                  | Wahlkreis gewonnen, gegen bisherigen Abgeordneten Simon Hughes                                           |
| Berwick-upon-Tweed                          | Liberal Democrats                               | Anne-Marie Trevelyan (C)        | Wahlkreis gewonnen, bisheriger Abgeordneter Alan Beith nicht mehr angetreten                             |
| Berwickshire, Roxburgh and Selkirk          | Liberal Democrats                               | Calum Kerr (SNP)                | Wahlkreis gewonnen, gegen bisherigen Abgeordneten Michael Moore                                          |
| Bethnal Green and Bow                       | Labour                                          | Rushanara Ali (L)               | Wahlkreis behauptet                                                                                      |
| Beverley and Holderness                     | Conservative                                    | Graham Stuart (C)               | Wahlkreis behauptet                                                                                      |
| Bexhill and Battle                          | Conservative                                    | Huw Merriman (C)                | Wahlkreis behauptet, bisheriger Abgeordneter Gregory Barker nicht mehr angetreten                        |
| Bexleyheath and Crayford                    | Conservative                                    | David Evennett (C)              | Wahlkreis behauptet                                                                                      |
| Birkenhead                                  | Labour                                          | Frank Field (L)                 | Wahlkreis behauptet                                                                                      |
| Birmingham, Edgbaston                       | Labour                                          | Gisela Stuart (L)               | Wahlkreis behauptet                                                                                      |
| Birmingham, Erdington                       | Labour                                          | Jack Dromey (L)                 | Wahlkreis behauptet                                                                                      |
| Birmingham, Hall Green                      | Labour                                          | Roger Godsiff (L)               | Wahlkreis behauptet                                                                                      |
| Birmingham, Hodge Hill                      | Labour                                          | Liam Byrne (L)                  | Wahlkreis behauptet                                                                                      |
| Birmingham, Ladywood                        | Labour                                          | Shabana Mahmood (L)             | Wahlkreis behauptet                                                                                      |
| Birmingham, Northfield                      | Labour                                          | Richard Burden (L)              | Wahlkreis behauptet                                                                                      |
| Birmingham, Perry Barr                      | Labour                                          | Khalid Mahmood (L)              | Wahlkreis behauptet                                                                                      |
| Birmingham, Selly Oak                       | Labour                                          | Steve McCabe (L)                | Wahlkreis behauptet                                                                                      |
| Birmingham, Yardley                         | Liberal Democrats                               | Jess Phillips (L)               | Wahlkreis gewonnen, gegen bisherigen Abgeordneten John Hemming                                           |
| Bishop Auckland                             | Labour                                          | Helen Goodman (L)               | Wahlkreis behauptet                                                                                      |
| Blackburn                                   | Unabhängiger                                    | Kate Hollern (L)                | Wahlkreis behauptet, bisheriger Abgeordneter Jack Straw nicht mehr angetreten                            |
| Blackley and Broughton                      | Labour                                          | Graham Stringer (L)             | Wahlkreis behauptet                                                                                      |
| Blackpool North and Cleveleys               | Conservative                                    | Paul Maynard (C)                | Wahlkreis behauptet                                                                                      |
| Blackpool South                             | Labour                                          | Gordon Marsden (L)              | Wahlkreis behauptet                                                                                      |
| Blaenau Gwent                               | Labour                                          | Nick Smith (L)                  | Wahlkreis behauptet                                                                                      |
| Blaydon                                     | Labour                                          | David Anderson (L)              | Wahlkreis behauptet                                                                                      |
| Blyth Valley                                | Labour                                          | Ronnie Campbell (L)             | Wahlkreis behauptet                                                                                      |
| Bognor Regis and Littlehampton              | Conservative                                    | Nick Gibb (C)                   | Wahlkreis behauptet                                                                                      |
| Bolsover                                    | Labour                                          | Dennis Skinner (L)              | Wahlkreis behauptet                                                                                      |
| Bolton North East                           | Labour                                          | David Crausby (L)               | Wahlkreis behauptet                                                                                      |
| Bolton South East                           | Labour                                          | Yasmin Qureshi (L)              | Wahlkreis behauptet                                                                                      |
| Bolton West                                 | Labour                                          | Chris Green (C)                 | Wahlkreis gewonnen, gegen bisherige Abgeordnete Julie Hilling                                            |
| Bootle                                      | Labour                                          | Peter Dowd (L)                  | Wahlkreis behauptet, bisheriger Abgeordneter Joe Benton nicht mehr angetreten                            |
| Boston and Skegness                         | Conservative                                    | Matt Warman (C)                 | Wahlkreis behauptet, bisheriger Abgeordneter Mark Simmonds nicht mehr angetreten                         |
| Bosworth                                    | Conservative                                    | David Tredinnick (C)            | Wahlkreis behauptet                                                                                      |
| Bournemouth East                            | Conservative                                    | Tobias Ellwood (C)              | Wahlkreis behauptet                                                                                      |
| Bournemouth West                            | Conservative                                    | Conor Burns (C)                 | Wahlkreis behauptet                                                                                      |
| Bracknell                                   | Conservative                                    | Phillip Lee (C)                 | Wahlkreis behauptet                                                                                      |
| Bradford East                               | Liberal Democrats                               | Imran Hussain (L)               | Wahlkreis gewonnen, gegen bisherigen Abgeordneten David Ward                                             |
| Bradford South                              | Labour                                          | Judith Cummins (L)              | Wahlkreis behauptet, bisheriger Abgeordneter Gerry Sutcliffe nicht mehr angetreten                       |
| Bradford West                               | Respect                                         | Naz Shah (L)                    | Wahlkreis gewonnen, gegen bisherigen Abgeordneten George Galloway                                        |
| Braintree                                   | Conservative                                    | James Cleverly (C)              | Wahlkreis behauptet, bisheriger Abgeordneter Brooks Newmark nicht mehr angetreten                        |
| Brecon and Radnorshire                      | Liberal Democrats                               | Christopher Davies (C)          | Wahlkreis gewonnen, gegen bisherigen Abgeordneten Roger Hugh Williams                                    |
| Brent Central                               | Liberal Democrats                               | Dawn Butler (L)                 | Wahlkreis gewonnen, bisherige Abgeordnete Sarah Teather nicht mehr angetreten                            |
| Brent North                                 | Labour                                          | Barry Gardiner (L)              | Wahlkreis behauptet                                                                                      |
| Brentford and Isleworth                     | Conservative                                    | Ruth Cadbury (L)                | Wahlkreis gewonnen, gegen bisherige Abgeordnete Mary Macleod                                             |
| Brentwood and Ongar                         | Conservative                                    | Eric Pickles (C)                | Wahlkreis behauptet                                                                                      |
| Bridgend                                    | Labour                                          | Madeleine Moon (L)              | Wahlkreis behauptet                                                                                      |
| Bridgwater and West Somerset                | Conservative                                    | Ian Liddell-Grainger (C)        | Wahlkreis behauptet                                                                                      |
| Brigg and Goole                             | Conservative                                    | Andrew Percy (C)                | Wahlkreis behauptet                                                                                      |
| Brighton Kemptown                           | Conservative                                    | Simon Kirby (C)                 | Wahlkreis behauptet                                                                                      |
| Brighton Pavilion                           | Green Party                                     | Caroline Lucas (Green)          | Wahlkreis behauptet                                                                                      |
| Bristol East                                | Labour                                          | Kerry McCarthy (L)              | Wahlkreis behauptet                                                                                      |
| Bristol North West                          | Conservative                                    | Charlotte Leslie (C)            | Wahlkreis behauptet                                                                                      |
| Bristol South                               | Labour                                          | Karin Smyth (L)                 | Wahlkreis behauptet, bisherige Abgeordnete Dawn Primarolo nicht mehr angetreten                          |
| Bristol West                                | Liberal Democrats                               | Thangam Debbonaire (L)          | Wahlkreis gewonnen, gegen bisherigen Abgeordneten Stephen Williams                                       |
| Broadland                                   | Conservative                                    | Keith Simpson (C)               | Wahlkreis behauptet                                                                                      |
| Bromley and Chislehurst                     | Conservative                                    | Bob Neill (C)                   | Wahlkreis behauptet                                                                                      |
| Bromsgrove                                  | Conservative                                    | Sajid Javid (C)                 | Wahlkreis behauptet                                                                                      |
| Broxbourne                                  | Conservative                                    | Charles Walker (C)              | Wahlkreis behauptet                                                                                      |
| Broxtowe                                    | Conservative                                    | Anna Soubry (C)                 | Wahlkreis behauptet                                                                                      |
| Buckingham                                  | Speaker                                         | John Bercow (Speaker)           | Wahlkreis behauptet                                                                                      |
| Burnley                                     | Liberal Democrats                               | Julie Cooper (L)                | Wahlkreis gewonnen, gegen bisherigen Abgeordneten Gordon Birtwistle                                      |
| Burton                                      | Conservative                                    | Andrew Griffiths (C)            | Wahlkreis behauptet                                                                                      |
| Bury North                                  | Conservative                                    | David Nuttall (C)               | Wahlkreis behauptet                                                                                      |
| Bury South                                  | Labour                                          | Ivan Lewis (L)                  | Wahlkreis behauptet                                                                                      |
| Bury St Edmunds                             | Conservative                                    | Jo Churchill (C)                | Wahlkreis behauptet, bisheriger Abgeordneter David Ruffley nicht mehr angetreten                         |
| Caerphilly                                  | Labour                                          | Wayne David (L)                 | Wahlkreis behauptet                                                                                      |
| Caithness, Sutherland and Easter Ross       | Liberal Democrats                               | Paul Monaghan (SNP)             | Wahlkreis gewonnen, gegen bisherigen Abgeordneten Viscount Thurso                                        |
| Calder Valley                               | Conservative                                    | Craig Whittaker (C)             | Wahlkreis behauptet                                                                                      |
| Camberwell and Peckham                      | Labour                                          | Harriet Harman (L)              | Wahlkreis behauptet                                                                                      |
| Camborne and Redruth                        | Conservative                                    | George Eustice (C)              | Wahlkreis behauptet                                                                                      |
| Cambridge                                   | Liberal Democrats                               | Daniel Zeichner (L)             | Wahlkreis gewonnen, gegen bisherigen Abgeordneten Julian Huppert                                         |
| Cannock Chase                               | Conservative                                    | Amanda Milling (C)              | Wahlkreis behauptet, bisheriger Abgeordneter Aidan Burley nicht mehr angetreten                          |
| Canterbury                                  | Conservative                                    | Julian Brazier (C)              | Wahlkreis behauptet                                                                                      |
| Cardiff Central                             | Liberal Democrats                               | Jo Stevens (L)                  | Wahlkreis gewonnen, gegen bisherige Abgeordnete Jenny Willott                                            |
| Cardiff North                               | Conservative                                    | Craig Williams (C)              | Wahlkreis behauptet, bisheriger Abgeordneter Jonathan Evans nicht mehr angetreten                        |
| Cardiff South and Penarth                   | Labour                                          | Stephen Doughty (L)             | Wahlkreis behauptet                                                                                      |
| Cardiff West                                | Labour                                          | Kevin Brennan (L)               | Wahlkreis behauptet                                                                                      |
| Carlisle                                    | Conservative                                    | John Stevenson (C)              | Wahlkreis behauptet                                                                                      |
| Carmarthen East and Dinefwr                 | Plaid Cymru                                     | Jonathan Edwards (PC)           | Wahlkreis behauptet                                                                                      |
| Carmarthen West and South Pembrokeshire     | Conservative                                    | Simon Hart (C)                  | Wahlkreis behauptet                                                                                      |
| Carshalton and Wallington                   | Liberal Democrats                               | Tom Brake (LD)                  | Wahlkreis behauptet                                                                                      |
| Castle Point                                | Conservative                                    | Rebecca Harris (C)              | Wahlkreis behauptet                                                                                      |
| Central Ayrshire                            | Labour                                          | Philippa Whitford (SNP)         | Wahlkreis gewonnen, gegen bisherigen Abgeordneten Brian Donohoe                                          |
| Central Devon                               | Conservative                                    | Mel Stride (C)                  | Wahlkreis behauptet                                                                                      |
| Central Suffolk and North Ipswich           | Conservative                                    | Daniel Poulter (C)              | Wahlkreis behauptet                                                                                      |
| Ceredigion                                  | Liberal Democrats                               | Mark Williams (LD)              | Wahlkreis behauptet                                                                                      |
| Charnwood                                   | Conservative                                    | Edward Argar (C)                | Wahlkreis behauptet, bisheriger Abgeordneter Stephen Dorrell nicht mehr angetreten                       |
| Chatham and Aylesford                       | Conservative                                    | Tracey Crouch (C)               | Wahlkreis behauptet                                                                                      |
| Cheadle                                     | Liberal Democrats                               | Mary Robinson (C)               | Wahlkreis gewonnen, gegen bisherigen Abgeordneten Mark Hunter                                            |
| Chelmsford                                  | Conservative                                    | Simon Burns (C)                 | Wahlkreis behauptet                                                                                      |
| Chelsea and Fulham                          | Conservative                                    | Greg Hands (C)                  | Wahlkreis behauptet                                                                                      |
| Cheltenham                                  | Liberal Democrats                               | Alex Chalk (C)                  | Wahlkreis gewonnen, gegen bisherigen Abgeordneten Martin Horwood                                         |
| Chesham and Amersham                        | Conservative                                    | Cheryl Gillan (C)               | Wahlkreis behauptet                                                                                      |
| Chesterfield                                | Labour                                          | Toby Perkins (L)                | Wahlkreis behauptet                                                                                      |
| Chichester                                  | Conservative                                    | Andrew Tyrie (C)                | Wahlkreis behauptet                                                                                      |
| Chingford and Woodford Green                | Conservative                                    | Iain Duncan Smith (C)           | Wahlkreis behauptet                                                                                      |
| Chippenham                                  | Liberal Democrats                               | Michelle Donelan (C)            | Wahlkreis gewonnen, gegen bisherigen Abgeordneten Duncan Hames                                           |
| Chipping Barnet                             | Conservative                                    | Theresa Villiers (C)            | Wahlkreis behauptet                                                                                      |
| Chorley                                     | Labour                                          | Lindsay Hoyle (L)               | Wahlkreis behauptet                                                                                      |
| Christchurch                                | Conservative                                    | Christopher Chope (C)           | Wahlkreis behauptet                                                                                      |
| Cities of London and Westminster            | Conservative                                    | Mark Field (C)                  | Wahlkreis behauptet                                                                                      |
| City of Chester                             | Conservative                                    | Chris Matheson (L)              | Wahlkreis gewonnen, gegen bisherigen Abgeordneten Stephen Mosley                                         |
| Clacton                                     | UKIP                                            | Douglas Carswell (Unabhängiger) | Wahlkreis behauptet; am 25. März 2017 aus der UKIP ausgetreten                                           |
| Cleethorpes                                 | Conservative                                    | Martin Vickers (C)              | Wahlkreis behauptet                                                                                      |
| Clwyd South                                 | Labour                                          | Susan Elan Jones (L)            | Wahlkreis behauptet                                                                                      |
| Clwyd West                                  | Conservative                                    | David Jones (C)                 | Wahlkreis behauptet                                                                                      |
| Coatbridge, Chryston and Bellshill          | Labour                                          | Philip Boswell (SNP)            | Wahlkreis gewonnen, gegen bisherigen Abgeordneten Thomas Clarke                                          |
| Colchester                                  | Liberal Democrats                               | Will Quince (C)                 | Wahlkreis gewonnen, gegen bisherigen Abgeordneten Bob Russell                                            |
| Colne Valley                                | Conservative                                    | Jason McCartney (C)             | Wahlkreis behauptet                                                                                      |
| Congleton                                   | Conservative                                    | Fiona Bruce (C)                 | Wahlkreis behauptet                                                                                      |
| Copeland                                    | Labour                                          | Jamie Reed (L)                  | Wahlkreis behauptet                                                                                      |
| Corby                                       | Labour                                          | Tom Pursglove (C)               | Wahlkreis gewonnen, gegen bisherigen Abgeordneten Andy Sawford                                           |
| The Cotswolds                               | Conservative                                    | Geoffrey Clifton-Brown (C)      | Wahlkreis behauptet                                                                                      |
| Coventry North East                         | Labour                                          | Colleen Fletcher (L)            | Wahlkreis behauptet, bisheriger Abgeordneter Bob Ainsworth nicht mehr angetreten                         |
| Coventry North West                         | Labour                                          | Geoffrey Robinson (L)           | Wahlkreis behauptet                                                                                      |
| Coventry South                              | Labour                                          | Jim Cunningham (L)              | Wahlkreis behauptet                                                                                      |
| Crawley                                     | Conservative                                    | Henry Smith (C)                 | Wahlkreis behauptet                                                                                      |
| Crewe and Nantwich                          | Conservative                                    | Edward Timpson (C)              | Wahlkreis behauptet                                                                                      |
| Croydon Central                             | Conservative                                    | Gavin Barwell (C)               | Wahlkreis behauptet                                                                                      |
| Croydon North                               | Labour                                          | Steve Reed (L)                  | Wahlkreis behauptet                                                                                      |
| Croydon South                               | Conservative                                    | Chris Philp (C)                 | Wahlkreis behauptet, bisheriger Abgeordneter Richard Ottaway nicht mehr angetreten                       |
| Cumbernauld, Kilsyth and Kirkintilloch East | Labour                                          | Stuart McDonald (SNP)           | Wahlkreis gewonnen, gegen bisherigen Abgeordneten Gregg McClymont                                        |
| Cynon Valley                                | Labour                                          | Ann Clwyd (L)                   | Wahlkreis behauptet                                                                                      |
| Dagenham and Rainham                        | Labour                                          | Jon Cruddas (L)                 | Wahlkreis behauptet                                                                                      |
| Darlington                                  | Labour                                          | Jenny Chapman (L)               | Wahlkreis behauptet                                                                                      |
| Dartford                                    | Conservative                                    | Gareth Johnson (C)              | Wahlkreis behauptet                                                                                      |
| Daventry                                    | Conservative                                    | Chris Heaton-Harris (C)         | Wahlkreis behauptet                                                                                      |
| Delyn                                       | Labour                                          | David Hanson (L)                | Wahlkreis behauptet                                                                                      |
| Denton and Reddish                          | Labour                                          | Andrew Gwynne (L)               | Wahlkreis behauptet                                                                                      |
| Derby North                                 | Labour                                          | Amanda Solloway (C)             | Wahlkreis gewonnen, gegen bisherigen Abgeordneten Chris Williamson                                       |
| Derby South                                 | Labour                                          | Margaret Beckett (L)            | Wahlkreis behauptet                                                                                      |
| Derbyshire Dales                            | Conservative                                    | Patrick McLoughlin (C)          | Wahlkreis behauptet                                                                                      |
| Devizes                                     | Conservative                                    | Claire Perry (C)                | Wahlkreis behauptet                                                                                      |
| Dewsbury                                    | Conservative                                    | Paula Sherriff (L)              | Wahlkreis gewonnen, gegen bisherigen Abgeordneten Simon Reevell                                          |
| Don Valley                                  | Labour                                          | Caroline Flint (L)              | Wahlkreis behauptet                                                                                      |
| Doncaster Central                           | Labour                                          | Rosie Winterton (L)             | Wahlkreis behauptet                                                                                      |
| Doncaster North                             | Labour                                          | Ed Miliband (L)                 | Wahlkreis behauptet                                                                                      |
| Dover                                       | Conservative                                    | Charlie Elphicke (C)            | Wahlkreis behauptet                                                                                      |
| Dudley North                                | Labour                                          | Ian Austin (L)                  | Wahlkreis behauptet                                                                                      |
| Dudley South                                | Conservative                                    | Mike Wood (C)                   | Wahlkreis behauptet, bisheriger Abgeordneter Chris Kelly nicht mehr angetreten                           |
| Dulwich and West Norwood                    | Labour                                          | Helen Hayes (L)                 | Wahlkreis behauptet, bisherige Abgeordnete Tessa Jowell nicht mehr angetreten                            |
| Dumfries and Galloway                       | Labour                                          | Richard Arkless (SNP)           | Wahlkreis gewonnen, gegen bisherigen Abgeordneten Russell Brown                                          |
| Dumfriesshire, Clydesdale and Tweeddale     | Conservative                                    | David Mundell (C)               | Wahlkreis behauptet                                                                                      |
| Dundee East                                 | SNP                                             | Stewart Hosie (SNP)             | Wahlkreis behauptet                                                                                      |
| Dundee West                                 | Labour                                          | Chris Law (SNP)                 | Wahlkreis gewonnen, bisheriger Abgeordneter Jim McGovern nicht mehr angetreten                           |
| Dunfermline and West Fife                   | Labour                                          | Douglas Chapman (SNP)           | Wahlkreis gewonnen, gegen bisherigen Abgeordneten Thomas Docherty                                        |
| City of Durham                              | Labour                                          | Roberta Blackman-Woods (L)      | Wahlkreis behauptet                                                                                      |
| Dwyfor Meirionnydd                          | Plaid Cymru                                     | Liz Saville Roberts (PC)        | Wahlkreis behauptet, bisheriger Abgeordneter Elfyn Llwyd nicht mehr angetreten                           |
| Ealing Central and Acton                    | Conservative                                    | Rupa Huq (L)                    | Wahlkreis gewonnen, gegen bisherige Abgeordnete Angie Bray                                               |
| Ealing North                                | Labour                                          | Stephen Pound (L)               | Wahlkreis behauptet                                                                                      |
| Ealing Southall                             | Labour                                          | Virendra Sharma (L)             | Wahlkreis behauptet                                                                                      |
| Easington                                   | Labour                                          | Grahame Morris (L)              | Wahlkreis behauptet                                                                                      |
| East Antrim                                 | DUP                                             | Sammy Wilson (DUP)              | Wahlkreis behauptet                                                                                      |
| East Devon                                  | Conservative                                    | Hugo Swire (C)                  | Wahlkreis behauptet                                                                                      |
| East Dunbartonshire                         | Liberal Democrats                               | John Nicolson (SNP)             | Wahlkreis gewonnen, gegen bisherige Abgeordnete Jo Swinson                                               |
| East Ham                                    | Labour                                          | Stephen Timms (L)               | Wahlkreis behauptet                                                                                      |
| East Hampshire                              | Conservative                                    | Damian Hinds (C)                | Wahlkreis behauptet                                                                                      |
| East Kilbride, Strathaven and Lesmahagow    | Labour                                          | Lisa Cameron (SNP)              | Wahlkreis gewonnen, gegen bisherigen Abgeordneten Michael McCann                                         |
| East Londonderry                            | DUP                                             | Gregory Campbell (DUP)          | Wahlkreis behauptet                                                                                      |
| East Lothian                                | Labour                                          | George Kerevan (SNP)            | Wahlkreis gewonnen, gegen bisherige Abgeordnete Fiona O’Donnell                                          |
| East Renfrewshire                           | Labour                                          | Kirsten Oswald (SNP)            | Wahlkreis gewonnen, gegen bisherigen Abgeordneten Jim Murphy                                             |
| East Surrey                                 | Conservative                                    | Sam Gyimah (C)                  | Wahlkreis behauptet                                                                                      |
| East Worthing and Shoreham                  | Conservative                                    | Tim Loughton (C)                | Wahlkreis behauptet                                                                                      |
| East Yorkshire                              | Conservative                                    | Greg Knight (C)                 | Wahlkreis behauptet                                                                                      |
| Eastbourne                                  | Liberal Democrats                               | Caroline Ansell (C)             | Wahlkreis gewonnen, gegen bisherigen Abgeordneten Stephen Lloyd                                          |
| Eastleigh                                   | Liberal Democrats                               | Mims Davies (C)                 | Wahlkreis gewonnen, gegen bisherigen Abgeordneten Mike Thornton                                          |
| Eddisbury                                   | Conservative                                    | Antoinette Sandbach (C)         | Wahlkreis behauptet, bisheriger Abgeordneter Stephen O’Brien nicht mehr angetreten                       |
| Edinburgh East                              | Labour                                          | Tommy Sheppard (SNP)            | Wahlkreis gewonnen, gegen bisherige Abgeordnete Sheila Gilmore                                           |
| Edinburgh North and Leith                   | Labour                                          | Deidre Brock (SNP)              | Wahlkreis gewonnen, gegen bisherigen Abgeordneten Mark Lazarowicz                                        |
| Edinburgh South                             | Labour                                          | Ian Murray (L)                  | Wahlkreis behauptet                                                                                      |
| Edinburgh South West                        | Labour                                          | Joanna Cherry (SNP)             | Wahlkreis gewonnen, bisheriger Abgeordneter Alistair Darling nicht mehr angetreten                       |
| Edinburgh West                              | Liberal Democrats                               | Michelle Thomson (SNP)          | Wahlkreis gewonnen, gegen bisherigen Abgeordneten Michael Crockart                                       |
| Edmonton                                    | Labour                                          | Kate Osamor (L)                 | Wahlkreis behauptet, bisheriger Abgeordneter Andy Love nicht mehr angetreten                             |
| Ellesmere Port and Neston                   | Labour                                          | Justin Madders (L)              | Wahlkreis behauptet, bisheriger Abgeordneter Andrew Miller nicht mehr angetreten                         |
| Elmet and Rothwell                          | Conservative                                    | Alec Shelbrooke (C)             | Wahlkreis behauptet                                                                                      |
| Eltham                                      | Labour                                          | Clive Efford (L)                | Wahlkreis behauptet                                                                                      |
| Enfield North                               | Conservative                                    | Joan Ryan (L)                   | Wahlkreis gewonnen, gegen bisherigen Abgeordneten Nick de Bois                                           |
| Enfield Southgate                           | Conservative                                    | David Burrowes (C)              | Wahlkreis behauptet                                                                                      |
| Epping Forest                               | Conservative                                    | Eleanor Laing (C)               | Wahlkreis behauptet                                                                                      |
| Epsom and Ewell                             | Conservative                                    | Chris Grayling (C)              | Wahlkreis behauptet                                                                                      |
| Erewash                                     | Conservative                                    | Maggie Throup (C)               | Wahlkreis behauptet, bisherige Abgeordnete Jessica Lee nicht mehr angetreten                             |
| Erith and Thamesmead                        | Labour                                          | Teresa Pearce (L)               | Wahlkreis behauptet                                                                                      |
| Esher and Walton                            | Conservative                                    | Dominic Raab (C)                | Wahlkreis behauptet                                                                                      |
| Exeter                                      | Labour                                          | Ben Bradshaw (L)                | Wahlkreis behauptet                                                                                      |
| Falkirk                                     | Unabhängiger                                    | John McNally (SNP)              | Wahlkreis gewonnen, bisheriger Abgeordneter Eric Joyce (ursprünglich Labour) nicht mehr angetreten       |
| Fareham                                     | Conservative                                    | Suella Fernandes (C)            | Wahlkreis behauptet, bisheriger Abgeordneter Mark Hoban nicht mehr angetreten                            |
| Faversham and Mid Kent                      | Conservative                                    | Helen Whately (C)               | Wahlkreis behauptet, bisheriger Abgeordneter Hugh Robertson nicht mehr angetreten                        |
| Feltham and Heston                          | Labour                                          | Seema Malhotra (L)              | Wahlkreis behauptet                                                                                      |
| Fermanagh and South Tyrone                  | Sinn Féin                                       | Tom Elliott (UUP)               | Wahlkreis gewonnen, gegen bisherige Abgeordnete Michelle Gildernew                                       |
| Filton and Bradley Stoke                    | Conservative                                    | Jack Lopresti (C)               | Wahlkreis behauptet                                                                                      |
| Finchley and Golders Green                  | Conservative                                    | Mike Freer (C)                  | Wahlkreis behauptet                                                                                      |
| Folkestone and Hythe                        | Conservative                                    | Damian Collins (C)              | Wahlkreis behauptet                                                                                      |
| Forest of Dean                              | Conservative                                    | Mark Harper (C)                 | Wahlkreis behauptet                                                                                      |
| Foyle                                       | SDLP                                            | Mark Durkan (SDLP)              | Wahlkreis behauptet                                                                                      |
| Fylde                                       | Conservative                                    | Mark Menzies (C)                | Wahlkreis behauptet                                                                                      |
| Gainsborough                                | Conservative                                    | Edward Leigh (C)                | Wahlkreis behauptet                                                                                      |
| Garston and Halewood                        | Labour                                          | Maria Eagle (L)                 | Wahlkreis behauptet                                                                                      |
| Gateshead                                   | Labour                                          | Ian Mearns (L)                  | Wahlkreis behauptet                                                                                      |
| Gedling                                     | Labour                                          | Vernon Coaker (L)               | Wahlkreis behauptet                                                                                      |
| Gillingham and Rainham                      | Conservative                                    | Rehman Chishti (C)              | Wahlkreis behauptet                                                                                      |
| Glasgow Central                             | Labour                                          | Alison Thewliss (SNP)           | Wahlkreis gewonnen, gegen bisherigen Abgeordneten Anas Sarwar                                            |
| Glasgow East                                | Labour                                          | Natalie McGarry (SNP)           | Wahlkreis gewonnen, gegen bisherige Abgeordnete Margaret Curran                                          |
| Glasgow North                               | Labour                                          | Patrick Grady (SNP)             | Wahlkreis gewonnen, gegen bisherige Abgeordnete Ann McKechin                                             |
| Glasgow North East                          | Labour                                          | Anne McLaughlin (SNP)           | Wahlkreis gewonnen, gegen bisherigen Abgeordneten Willie Bain                                            |
| Glasgow North West                          | Labour                                          | Carol Monaghan (SNP)            | Wahlkreis gewonnen, gegen bisherigen Abgeordneten John Robertson                                         |
| Glasgow South                               | Labour                                          | Stewart McDonald (SNP)          | Wahlkreis gewonnen, gegen bisherigen Abgeordneten Tom Harris                                             |
| Glasgow South West                          | Labour                                          | Christopher Stephens (SNP)      | Wahlkreis gewonnen, gegen bisherigen Abgeordneten Ian Davidson                                           |
| Glenrothes                                  | Labour                                          | Peter Grant (SNP)               | Wahlkreis gewonnen, bisheriger Abgeordneter Lindsay Roy nicht mehr angetreten                            |
| Gloucester                                  | Conservative                                    | Richard Graham (C)              | Wahlkreis behauptet                                                                                      |
| Gordon                                      | Liberal Democrats                               | Alex Salmond (SNP)              | Wahlkreis gewonnen, bisheriger Abgeordneter Malcolm Bruce nicht mehr angetreten                          |
| Gosport                                     | Conservative                                    | Caroline Dinenage (C)           | Wahlkreis behauptet                                                                                      |
| Gower                                       | Labour                                          | Byron Davies (C)                | Wahlkreis gewonnen, bisheriger Abgeordneter Martin Caton nicht mehr angetreten                           |
| Grantham and Stamford                       | Conservative                                    | Nicholas Boles (C)              | Wahlkreis behauptet                                                                                      |
| Gravesham                                   | Conservative                                    | Adam Holloway (C)               | Wahlkreis behauptet                                                                                      |
| Great Grimsby                               | Labour                                          | Melanie Onn (L)                 | Wahlkreis behauptet, bisheriger Abgeordneter Austin Mitchell nicht mehr angetreten                       |
| Great Yarmouth                              | Conservative                                    | Brandon Lewis (C)               | Wahlkreis behauptet                                                                                      |
| Greenwich and Woolwich                      | Labour                                          | Matthew Pennycook (L)           | Wahlkreis behauptet, bisheriger Abgeordneter Nick Raynsford nicht mehr angetreten                        |
| Guildford                                   | Conservative                                    | Anne Milton (C)                 | Wahlkreis behauptet                                                                                      |
| Hackney North and Stoke Newington           | Labour                                          | Diane Abbott (L)                | Wahlkreis behauptet                                                                                      |
| Hackney South and Shoreditch                | Labour                                          | Meg Hillier (L)                 | Wahlkreis behauptet                                                                                      |
| Halesowen and Rowley Regis                  | Conservative                                    | James Morris (C)                | Wahlkreis behauptet                                                                                      |
| Halifax                                     | Labour                                          | Holly Walker-Lynch (L)          | Wahlkreis behauptet, bisherige Abgeordnete Linda Riordan nicht mehr angetreten                           |
| Haltemprice and Howden                      | Conservative                                    | David Davis (C)                 | Wahlkreis behauptet                                                                                      |
| Halton                                      | Labour                                          | Derek Twigg (L)                 | Wahlkreis behauptet                                                                                      |
| Hammersmith                                 | Labour                                          | Andy Slaughter (L)              | Wahlkreis behauptet                                                                                      |
| Hampstead and Kilburn                       | Labour                                          | Tulip Siddiq (L)                | Wahlkreis behauptet, bisherige Abgeordnete Glenda Jackson nicht mehr angetreten                          |
| Harborough                                  | Conservative                                    | Edward Garnier (C)              | Wahlkreis behauptet                                                                                      |
| Harlow                                      | Conservative                                    | Robert Halfon (C)               | Wahlkreis behauptet                                                                                      |
| Harrogate and Knaresborough                 | Conservative                                    | Andrew Jones (C)                | Wahlkreis behauptet                                                                                      |
| Harrow East                                 | Conservative                                    | Bob Blackman (C)                | Wahlkreis behauptet                                                                                      |
| Harrow West                                 | Labour                                          | Gareth Thomas (L)               | Wahlkreis behauptet                                                                                      |
| Hartlepool                                  | Labour                                          | Iain Wright (L)                 | Wahlkreis behauptet                                                                                      |
| Harwich and North Essex                     | Conservative                                    | Bernard Jenkin (C)              | Wahlkreis behauptet                                                                                      |
| Hastings and Rye                            | Conservative                                    | Amber Rudd (C)                  | Wahlkreis behauptet                                                                                      |
| Havant                                      | Conservative                                    | Alan Mak (C)                    | Wahlkreis behauptet, bisheriger Abgeordneter David Willetts nicht mehr angetreten                        |
| Hayes and Harlington                        | Labour                                          | John McDonnell (L)              | Wahlkreis behauptet                                                                                      |
| Hazel Grove                                 | Liberal Democrats                               | William Wragg (C)               | Wahlkreis gewonnen, bisheriger Abgeordneter Andrew Stunell nicht mehr angetreten                         |
| Hemel Hempstead                             | Conservative                                    | Mike Penning (C)                | Wahlkreis behauptet                                                                                      |
| Hemsworth                                   | Labour                                          | Jon Trickett (L)                | Wahlkreis behauptet                                                                                      |
| Hendon                                      | Conservative                                    | Matthew Offord (C)              | Wahlkreis behauptet                                                                                      |
| Henley                                      | Conservative                                    | John Howell (C)                 | Wahlkreis behauptet                                                                                      |
| Hereford and South Herefordshire            | Conservative                                    | Jesse Norman (C)                | Wahlkreis behauptet                                                                                      |
| Hertford and Stortford                      | Conservative                                    | Mark Prisk (C)                  | Wahlkreis behauptet                                                                                      |
| Hertsmere                                   | Conservative                                    | Oliver Dowden (C)               | Wahlkreis behauptet, bisheriger Abgeordneter James Clappison nicht mehr angetreten                       |
| Hexham                                      | Conservative                                    | Guy Opperman (C)                | Wahlkreis behauptet                                                                                      |
| Heywood and Middleton                       | Labour                                          | Liz McInnes (L)                 | Wahlkreis behauptet                                                                                      |
| High Peak                                   | Conservative                                    | Andrew Bingham (C)              | Wahlkreis behauptet                                                                                      |
| Hitchin and Harpenden                       | Conservative                                    | Peter Lilley (C)                | Wahlkreis behauptet                                                                                      |
| Holborn and St Pancras                      | Labour                                          | Keir Starmer (L)                | Wahlkreis behauptet, bisheriger Abgeordneter Frank Dobson nicht mehr angetreten                          |
| Hornchurch and Upminster                    | Conservative                                    | Angela Watkinson (C)            | Wahlkreis behauptet                                                                                      |
| Hornsey and Wood Green                      | Liberal Democrats                               | Catherine West (L)              | Wahlkreis gewonnen, gegen bisherige Abgeordnete Lynne Featherstone                                       |
| Horsham                                     | Conservative                                    | Jeremy Quin (C)                 | Wahlkreis behauptet, bisheriger Abgeordneter Francis Maude nicht mehr angetreten                         |
| Houghton and Sunderland South               | Labour                                          | Bridget Phillipson (L)          | Wahlkreis behauptet                                                                                      |
| Hove                                        | Conservative                                    | Peter Kyle (L)                  | Wahlkreis gewonnen, bisheriger Abgeordneter Mike Weatherley nicht mehr angetreten                        |
| Huddersfield                                | Labour                                          | Barry Sheerman (L)              | Wahlkreis behauptet                                                                                      |
| Huntingdon                                  | Conservative                                    | Jonathan Djanogly (C)           | Wahlkreis behauptet                                                                                      |
| Hyndburn                                    | Labour                                          | Graham Jones (L)                | Wahlkreis behauptet                                                                                      |
| Ilford North                                | Conservative                                    | Wes Streeting (L)               | Wahlkreis gewonnen, gegen bisherigen Abgeordneten Lee Scott                                              |
| Ilford South                                | Labour                                          | Mike Gapes (L)                  | Wahlkreis behauptet                                                                                      |
| Inverclyde                                  | Labour                                          | Ronnie Cowan (SNP)              | Wahlkreis gewonnen, gegen bisherigen Abgeordneten Iain McKenzie                                          |
| Inverness, Nairn, Badenoch and Strathspey   | Liberal Democrats                               | Drew Hendry (SNP)               | Wahlkreis gewonnen, gegen bisherigen Abgeordneten Danny Alexander                                        |
| Ipswich                                     | Conservative                                    | Ben Gummer (C)                  | Wahlkreis behauptet                                                                                      |
| Isle of Wight                               | Conservative                                    | Andrew Turner (C)               | Wahlkreis behauptet                                                                                      |
| Islington North                             | Labour                                          | Jeremy Corbyn (L)               | Wahlkreis behauptet                                                                                      |
| Islington South and Finsbury                | Labour                                          | Emily Thornberry (L)            | Wahlkreis behauptet                                                                                      |
| Islwyn                                      | Labour                                          | Chris Evans (L)                 | Wahlkreis behauptet                                                                                      |
| Jarrow                                      | Labour                                          | Stephen Hepburn (L)             | Wahlkreis behauptet                                                                                      |
| Keighley                                    | Conservative                                    | Kris Hopkins (C)                | Wahlkreis behauptet                                                                                      |
| Kenilworth and Southam                      | Conservative                                    | Jeremy Wright (C)               | Wahlkreis behauptet                                                                                      |
| Kensington                                  | Unabhängiger                                    | Victoria Borwick (C)            | Wahlkreis behauptet, bisheriger Abgeordneter Malcolm Rifkind nicht mehr angetreten                       |
| Kettering                                   | Conservative                                    | Philip Hollobone (C)            | Wahlkreis behauptet                                                                                      |
| Kilmarnock and Loudoun                      | Labour                                          | Alan Brown (SNP)                | Wahlkreis gewonnen, gegen bisherige Abgeordnete Cathy Jamieson                                           |
| Kingston and Surbiton                       | Liberal Democrats                               | James Berry (C)                 | Wahlkreis gewonnen, gegen bisherigen Abgeordneten Ed Davey                                               |
| Kingston upon Hull East                     | Labour                                          | Karl Turner (L)                 | Wahlkreis behauptet                                                                                      |
| Kingston upon Hull North                    | Labour                                          | Diana Johnson (L)               | Wahlkreis behauptet                                                                                      |
| Kingston upon Hull West and Hessle          | Labour                                          | Alan Johnson (L)                | Wahlkreis behauptet                                                                                      |
| Kingswood                                   | Conservative                                    | Chris Skidmore (C)              | Wahlkreis behauptet                                                                                      |
| Kirkcaldy and Cowdenbeath                   | Labour                                          | Roger Mullin (SNP)              | Wahlkreis gewonnen, bisheriger Abgeordneter Gordon Brown nicht mehr angetreten                           |
| Knowsley                                    | Labour                                          | George Howarth (L)              | Wahlkreis behauptet                                                                                      |
| Lagan Valley                                | DUP                                             | Jeffrey Donaldson (DUP)         | Wahlkreis behauptet                                                                                      |
| Lanark and Hamilton East                    | Labour                                          | Angela Crawley (SNP)            | Wahlkreis gewonnen, gegen bisherigen Abgeordneten Jimmy Hood                                             |
| Lancaster and Fleetwood                     | Conservative                                    | Cat Smith (L)                   | Wahlkreis gewonnen, gegen bisherigen Abgeordneten Eric Ollerenshaw                                       |
| Leeds Central                               | Labour                                          | Hilary Benn (L)                 | Wahlkreis behauptet                                                                                      |
| Leeds East                                  | Labour                                          | Richard Burgon (L)              | Wahlkreis behauptet, bisheriger Abgeordneter George Mudie nicht mehr angetreten                          |
| Leeds North East                            | Labour                                          | Fabian Hamilton (L)             | Wahlkreis behauptet                                                                                      |
| Leeds North West                            | Liberal Democrats                               | Greg Mulholland (LD)            | Wahlkreis behauptet                                                                                      |
| Leeds West                                  | Labour                                          | Rachel Reeves (L)               | Wahlkreis behauptet                                                                                      |
| Leicester East                              | Labour                                          | Keith Vaz (L)                   | Wahlkreis behauptet                                                                                      |
| Leicester South                             | Labour                                          | Jon Ashworth (L)                | Wahlkreis behauptet                                                                                      |
| Leicester West                              | Labour                                          | Liz Kendall (L)                 | Wahlkreis behauptet                                                                                      |
| Leigh                                       | Labour                                          | Andy Burnham (L)                | Wahlkreis behauptet                                                                                      |
| Lewes                                       | Liberal Democrats                               | Maria Caulfield (C)             | Wahlkreis gewonnen, gegen bisherigen Abgeordneten Norman Baker                                           |
| Lewisham East                               | Labour                                          | Heidi Alexander (L)             | Wahlkreis behauptet                                                                                      |
| Lewisham West and Penge                     | Labour                                          | Jim Dowd (L)                    | Wahlkreis behauptet                                                                                      |
| Lewisham Deptford                           | Labour                                          | Vicky Foxcroft (L)              | Wahlkreis behauptet, bisherige Abgeordnete Joan Ruddock nicht mehr angetreten                            |
| Leyton and Wanstead                         | Labour                                          | John Cryer (L)                  | Wahlkreis behauptet                                                                                      |
| Lichfield                                   | Conservative                                    | Michael Fabricant (C)           | Wahlkreis behauptet                                                                                      |
| Lincoln                                     | Conservative                                    | Karl McCartney (C)              | Wahlkreis behauptet                                                                                      |
| Linlithgow and East Falkirk                 | Labour                                          | Martyn Day (SNP)                | Wahlkreis gewonnen, gegen bisherigen Abgeordneten Michael Connarty                                       |
| Liverpool Riverside                         | Labour                                          | Louise Ellman (L)               | Wahlkreis behauptet                                                                                      |
| Liverpool Walton                            | Labour                                          | Steve Rotheram (L)              | Wahlkreis behauptet                                                                                      |
| Liverpool Wavertree                         | Labour                                          | Luciana Berger (L)              | Wahlkreis behauptet                                                                                      |
| Liverpool West Derby                        | Labour                                          | Stephen Twigg (L)               | Wahlkreis behauptet                                                                                      |
| Livingston                                  | Labour                                          | Hannah Bardell (SNP)            | Wahlkreis gewonnen, gegen bisherigen Abgeordneten Graeme Morrice                                         |
| Llanelli                                    | Labour                                          | Nia Griffith (L)                | Wahlkreis behauptet                                                                                      |
| Loughborough                                | Conservative                                    | Nicky Morgan (C)                | Wahlkreis behauptet                                                                                      |
| Louth and Horncastle                        | Conservative                                    | Victoria Atkins (C)             | Wahlkreis behauptet, bisheriger Abgeordneter Peter Tapsell nicht mehr angetreten                         |
| Ludlow                                      | Conservative                                    | Philip Dunne (C)                | Wahlkreis behauptet                                                                                      |
| Luton North                                 | Labour                                          | Kelvin Hopkins (L)              | Wahlkreis behauptet                                                                                      |
| Luton South                                 | Labour                                          | Gavin Shuker (L)                | Wahlkreis behauptet                                                                                      |
| Macclesfield                                | Conservative                                    | David Rutley (C)                | Wahlkreis behauptet                                                                                      |
| Maidenhead                                  | Conservative                                    | Theresa May (C)                 | Wahlkreis behauptet                                                                                      |
| Maidstone and The Weald                     | Conservative                                    | Helen Grant (C)                 | Wahlkreis behauptet                                                                                      |
| Makerfield                                  | Labour                                          | Yvonne Fovargue (L)             | Wahlkreis behauptet                                                                                      |
| Maldon                                      | Conservative                                    | John Whittingdale (C)           | Wahlkreis behauptet                                                                                      |
| Manchester Central                          | Labour                                          | Lucy Powell (L)                 | Wahlkreis behauptet                                                                                      |
| Manchester, Gorton                          | Labour                                          | Gerald Kaufman (L)              | Wahlkreis behauptet                                                                                      |
| Manchester Withington                       | Liberal Democrats                               | Jeff Smith (L)                  | Wahlkreis gewonnen, gegen bisherigen Abgeordneten John Leech                                             |
| Mansfield                                   | Labour                                          | Alan Meale (L)                  | Wahlkreis behauptet                                                                                      |
| Meon Valley                                 | Conservative                                    | George Hollingbery (C)          | Wahlkreis behauptet                                                                                      |
| Meriden                                     | Conservative                                    | Caroline Spelman (C)            | Wahlkreis behauptet                                                                                      |
| Merthyr Tydfil and Rhymney                  | Labour                                          | Gerald Jones (L)                | Wahlkreis behauptet, bisheriger Abgeordneter Dai Havard nicht mehr angetreten                            |
| Mid Bedfordshire                            | Conservative                                    | Nadine Dorries (C)              | Wahlkreis behauptet                                                                                      |
| Mid Derbyshire                              | Conservative                                    | Pauline Latham (C)              | Wahlkreis behauptet                                                                                      |
| Mid Dorset and North Poole                  | Liberal Democrats                               | Michael Tomlinson (C)           | Wahlkreis gewonnen, bisherige Abgeordnete Annette Brooke nicht mehr angetreten                           |
| Mid Norfolk                                 | Conservative                                    | George Freeman (C)              | Wahlkreis behauptet                                                                                      |
| Mid Sussex                                  | Conservative                                    | Nicholas Soames (C)             | Wahlkreis behauptet                                                                                      |
| Mid Ulster                                  | Sinn Féin                                       | Francie Molloy (SF)             | Wahlkreis behauptet                                                                                      |
| Mid Worcestershire                          | Conservative                                    | Nigel Huddleston (C)            | Wahlkreis behauptet, bisheriger Abgeordneter Peter Luff nicht mehr angetreten                            |
| Middlesbrough                               | Labour                                          | Andy McDonald (L)               | Wahlkreis behauptet                                                                                      |
| Middlesbrough South and East Cleveland      | Labour                                          | Tom Blenkinsop (L)              | Wahlkreis behauptet                                                                                      |
| Midlothian                                  | Labour                                          | Owen Thompson (SNP)             | Wahlkreis gewonnen, bisheriger Abgeordneter David Hamilton nicht mehr angetreten                         |
| Milton Keynes North                         | Conservative                                    | Mark Lancaster (C)              | Wahlkreis behauptet                                                                                      |
| Milton Keynes South                         | Conservative                                    | Iain Stewart (C)                | Wahlkreis behauptet                                                                                      |
| Mitcham and Morden                          | Labour                                          | Siobhain McDonagh (L)           | Wahlkreis behauptet                                                                                      |
| Mole Valley                                 | Conservative                                    | Paul Beresford (C)              | Wahlkreis behauptet                                                                                      |
| Monmouth                                    | Conservative                                    | David Davies (C)                | Wahlkreis behauptet                                                                                      |
| Montgomeryshire                             | Conservative                                    | Glyn Davies (C)                 | Wahlkreis behauptet                                                                                      |
| Moray                                       | SNP                                             | Angus Robertson (SNP)           | Wahlkreis behauptet                                                                                      |
| Morecambe and Lunesdale                     | Conservative                                    | David Morris (C)                | Wahlkreis behauptet                                                                                      |
| Morley and Outwood                          | Labour                                          | Andrea Jenkyns (C)              | Wahlkreis gewonnen, gegen bisherigen Abgeordneten Ed Balls                                               |
| Motherwell and Wishaw                       | Labour                                          | Marion Fellows (SNP)            | Wahlkreis gewonnen, gegen bisherigen Abgeordneten Frank Roy                                              |
| Na h-Eileanan an Iar (Western Isles)        | SNP                                             | Angus MacNeil (SNP)             | Wahlkreis behauptet                                                                                      |
| Neath                                       | Labour                                          | Christina Rees (L)              | Wahlkreis behauptet, bisheriger Abgeordneter Peter Hain nicht mehr angetreten                            |
| New Forest East                             | Conservative                                    | Julian Lewis (C)                | Wahlkreis behauptet                                                                                      |
| New Forest West                             | Conservative                                    | Desmond Swayne (C)              | Wahlkreis behauptet                                                                                      |
| Newark                                      | Conservative                                    | Robert Jenrick (C)              | Wahlkreis behauptet                                                                                      |
| Newbury                                     | Conservative                                    | Richard Benyon (C)              | Wahlkreis behauptet                                                                                      |
| Newcastle upon Tyne Central                 | Labour                                          | Chinyelu Onwurah (L)            | Wahlkreis behauptet                                                                                      |
| Newcastle upon Tyne East                    | Labour                                          | Nick Brown (L)                  | Wahlkreis behauptet                                                                                      |
| Newcastle upon Tyne North                   | Labour                                          | Catherine McKinnell (L)         | Wahlkreis behauptet                                                                                      |
| Newcastle-under-Lyme                        | Labour                                          | Paul Farrelly (L)               | Wahlkreis behauptet                                                                                      |
| Newport East                                | Labour                                          | Jessica Morden (L)              | Wahlkreis behauptet                                                                                      |
| Newport West                                | Labour                                          | Paul Flynn (L)                  | Wahlkreis behauptet                                                                                      |
| Newry and Armagh                            | Sinn Féin                                       | Mickey Brady (SF)               | Wahlkreis behauptet, bisheriger Abgeordneter Conor Murphy nicht mehr angetreten                          |
| Newton Abbot                                | Conservative                                    | Anne Marie Morris (C)           | Wahlkreis behauptet                                                                                      |
| Normanton, Pontefract and Castleford        | Labour                                          | Yvette Cooper (L)               | Wahlkreis behauptet                                                                                      |
| North Antrim                                | DUP                                             | Ian Paisley, Jr. (DUP)          | Wahlkreis behauptet                                                                                      |
| North Ayrshire and Arran                    | Labour                                          | Patricia Gibson (SNP)           | Wahlkreis gewonnen, gegen bisherige Abgeordnete Katy Clark                                               |
| North Cornwall                              | Liberal Democrats                               | Scott Mann (C)                  | Wahlkreis gewonnen, gegen bisherigen Abgeordneten Dan Rogerson                                           |
| North Devon                                 | Liberal Democrats                               | Peter Heaton-Jones (C)          | Wahlkreis gewonnen, gegen bisherigen Abgeordneten Nick Harvey                                            |
| North Dorset                                | Conservative                                    | Simon Hoare (C)                 | Wahlkreis behauptet, bisheriger Abgeordneter Robert Walter nicht mehr angetreten                         |
| North Down                                  | Unabhängiger                                    | Sylvia Hermon (Unabh.)          | Wahlkreis behauptet                                                                                      |
| North Durham                                | Labour                                          | Kevan Jones (L)                 | Wahlkreis behauptet                                                                                      |
| North East Bedfordshire                     | Conservative                                    | Alistair Burt (C)               | Wahlkreis behauptet                                                                                      |
| North East Cambridgeshire                   | Conservative                                    | Stephen Barclay (C)             | Wahlkreis behauptet                                                                                      |
| North East Derbyshire                       | Labour                                          | Natascha Engel (L)              | Wahlkreis behauptet                                                                                      |
| North East Fife                             | Liberal Democrats                               | Stephen Gethins (SNP)           | Wahlkreis gewonnen, bisheriger Abgeordneter Menzies Campbell nicht mehr angetreten                       |
| North East Hampshire                        | Conservative                                    | Ranil Jayawardena (C)           | Wahlkreis behauptet, bisheriger Abgeordneter James Arbuthnot nicht mehr angetreten                       |
| North East Hertfordshire                    | Conservative                                    | Oliver Heald (C)                | Wahlkreis behauptet                                                                                      |
| North East Somerset                         | Conservative                                    | Jacob Rees-Mogg (C)             | Wahlkreis behauptet                                                                                      |
| North Herefordshire                         | Conservative                                    | Bill Wiggin (C)                 | Wahlkreis behauptet                                                                                      |
| North Norfolk                               | Liberal Democrats                               | Norman Lamb (LD)                | Wahlkreis behauptet                                                                                      |
| North Shropshire                            | Conservative                                    | Owen Paterson (C)               | Wahlkreis behauptet                                                                                      |
| North Somerset                              | Conservative                                    | Liam Fox (C)                    | Wahlkreis behauptet                                                                                      |
| North Swindon                               | Conservative                                    | Justin Tomlinson (C)            | Wahlkreis behauptet                                                                                      |
| North Thanet                                | Conservative                                    | Roger Gale (C)                  | Wahlkreis behauptet                                                                                      |
| North Tyneside                              | Labour                                          | Mary Glindon (L)                | Wahlkreis behauptet                                                                                      |
| North Warwickshire                          | Conservative                                    | Craig Tracey (C)                | Wahlkreis behauptet, bisheriger Abgeordneter Dan Byles nicht mehr angetreten                             |
| North West Cambridgeshire                   | Conservative                                    | Shailesh Vara (C)               | Wahlkreis behauptet                                                                                      |
| North West Durham                           | Labour                                          | Pat Glass (L)                   | Wahlkreis behauptet                                                                                      |
| North West Hampshire                        | Conservative                                    | Kit Malthouse (C)               | Wahlkreis behauptet, bisheriger Abgeordneter George Young nicht mehr angetreten                          |
| North West Leicestershire                   | Conservative                                    | Andrew Bridgen (C)              | Wahlkreis behauptet                                                                                      |
| North West Norfolk                          | Conservative                                    | Henry Bellingham (C)            | Wahlkreis behauptet                                                                                      |
| North Wiltshire                             | Conservative                                    | James Gray (C)                  | Wahlkreis behauptet                                                                                      |
| Northampton North                           | Conservative                                    | Michael Ellis (C)               | Wahlkreis behauptet                                                                                      |
| Northampton South                           | Conservative                                    | David Mackintosh (C)            | Wahlkreis behauptet, bisheriger Abgeordneter Brian Binley nicht mehr angetreten                          |
| Norwich North                               | Conservative                                    | Chloe Smith (C)                 | Wahlkreis behauptet                                                                                      |
| Norwich South                               | Liberal Democrats                               | Clive Lewis (L)                 | Wahlkreis gewonnen, gegen bisherigen Abgeordneten Simon Wright                                           |
| Nottingham East                             | Labour                                          | Chris Leslie (L)                | Wahlkreis behauptet                                                                                      |
| Nottingham North                            | Labour                                          | Graham Allen (L)                | Wahlkreis behauptet                                                                                      |
| Nottingham South                            | Labour                                          | Lilian Greenwood (L)            | Wahlkreis behauptet                                                                                      |
| Nuneaton                                    | Conservative                                    | Marcus Jones (C)                | Wahlkreis behauptet                                                                                      |
| Ochil and South Perthshire                  | Labour                                          | Tasmina Ahmed-Sheikh (SNP)      | Wahlkreis gewonnen, gegen bisherigen Abgeordneten Gordon Banks                                           |
| Ogmore                                      | Labour                                          | Huw Irranca-Davies (L)          | Wahlkreis behauptet                                                                                      |
| Old Bexley and Sidcup                       | Conservative                                    | James Brokenshire (C)           | Wahlkreis behauptet                                                                                      |
| Oldham East and Saddleworth                 | Labour                                          | Debbie Abrahams (L)             | Wahlkreis behauptet                                                                                      |
| Oldham West and Royton                      | Labour                                          | Michael Meacher (L)             | Wahlkreis behauptet                                                                                      |
| Orkney and Shetland                         | Liberal Democrats                               | Alistair Carmichael (LD)        | Wahlkreis behauptet                                                                                      |
| Orpington                                   | Conservative                                    | Jo Johnson (C)                  | Wahlkreis behauptet                                                                                      |
| Oxford East                                 | Labour                                          | Andrew Smith (L)                | Wahlkreis behauptet                                                                                      |
| Oxford West and Abingdon                    | Conservative                                    | Nicola Blackwood (C)            | Wahlkreis behauptet                                                                                      |
| Paisley and Renfrewshire North              | Labour                                          | Gavin Newlands (SNP)            | Wahlkreis gewonnen, gegen bisherigen Abgeordneten Jim Sheridan                                           |
| Paisley and Renfrewshire South              | Labour                                          | Mhairi Black (SNP)              | Wahlkreis gewonnen, gegen bisherigen Abgeordneten Douglas Alexander                                      |
| Pendle                                      | Conservative                                    | Andrew Stephenson (C)           | Wahlkreis behauptet                                                                                      |
| Penistone and Stocksbridge                  | Labour                                          | Angela Smith (L)                | Wahlkreis behauptet                                                                                      |
| Penrith and The Border                      | Conservative                                    | Rory Stewart (C)                | Wahlkreis behauptet                                                                                      |
| Perth and North Perthshire                  | SNP                                             | Pete Wishart (SNP)              | Wahlkreis behauptet                                                                                      |
| Peterborough                                | Conservative                                    | Stewart Jackson (C)             | Wahlkreis behauptet                                                                                      |
| Plymouth, Moor View                         | Labour                                          | Johnny Mercer (C)               | Wahlkreis gewonnen, gegen bisherige Abgeordnete Alison Seabeck                                           |
| Plymouth, Sutton and Devonport              | Conservative                                    | Oliver Colvile (C)              | Wahlkreis behauptet                                                                                      |
| Pontypridd                                  | Labour                                          | Owen Smith (L)                  | Wahlkreis behauptet                                                                                      |
| Poole                                       | Conservative                                    | Robert Syms (C)                 | Wahlkreis behauptet                                                                                      |
| Poplar and Limehouse                        | Labour                                          | Jim Fitzpatrick (L)             | Wahlkreis behauptet                                                                                      |
| Portsmouth North                            | Conservative                                    | Penny Mordaunt (C)              | Wahlkreis behauptet                                                                                      |
| Portsmouth South                            | Unabhängiger                                    | Flick Drummond (C)              | Wahlkreis gewonnen, gegen bisherigen Abgeordneten Mike Hancock (ursprünglich Liberal-Demokrat)           |
| Preseli Pembrokeshire                       | Conservative                                    | Stephen Crabb (C)               | Wahlkreis behauptet                                                                                      |
| Preston                                     | Labour                                          | Mark Hendrick (L)               | Wahlkreis behauptet                                                                                      |
| Pudsey                                      | Conservative                                    | Stuart Andrew (C)               | Wahlkreis behauptet                                                                                      |
| Putney                                      | Conservative                                    | Justine Greening (C)            | Wahlkreis behauptet                                                                                      |
| Rayleigh and Wickford                       | Conservative                                    | Mark Francois (C)               | Wahlkreis behauptet                                                                                      |
| Reading East                                | Conservative                                    | Rob Wilson (C)                  | Wahlkreis behauptet                                                                                      |
| Reading West                                | Conservative                                    | Alok Sharma (C)                 | Wahlkreis behauptet                                                                                      |
| Redcar                                      | Liberal Democrats                               | Anna Turley (L)                 | Wahlkreis gewonnen, bisheriger Abgeordneter Ian Swales nicht mehr angetreten                             |
| Redditch                                    | Conservative                                    | Karen Lumley (C)                | Wahlkreis behauptet                                                                                      |
| Reigate                                     | Conservative                                    | Crispin Blunt (C)               | Wahlkreis behauptet                                                                                      |
| Rhondda                                     | Labour                                          | Chris Bryant (L)                | Wahlkreis behauptet                                                                                      |
| Ribble Valley                               | Conservative                                    | Nigel Evans (C)                 | Wahlkreis behauptet                                                                                      |
| Richmond (Yorks)                            | Conservative                                    | Rishi Sunak (C)                 | Wahlkreis behauptet, bisheriger Abgeordneter William Hague nicht mehr angetreten                         |
| Richmond Park                               | Conservative                                    | Zac Goldsmith (C)               | Wahlkreis behauptet                                                                                      |
| Rochdale                                    | Labour                                          | Simon Danczuk (L)               | Wahlkreis behauptet                                                                                      |
| Rochester and Strood                        | UKIP                                            | Kelly Tolhurst (C)              | Wahlkreis gewonnen, gegen bisherigen Abgeordneten Mark Reckless                                          |
| Rochford and Southend East                  | Conservative                                    | James Duddridge (C)             | Wahlkreis behauptet                                                                                      |
| Romford                                     | Conservative                                    | Andrew Rosindell (C)            | Wahlkreis behauptet                                                                                      |
| Romsey and Southampton North                | Conservative                                    | Caroline Nokes (C)              | Wahlkreis behauptet                                                                                      |
| Ross, Skye and Lochaber                     | Liberal Democrats                               | Ian Blackford (SNP)             | Wahlkreis gewonnen, gegen bisherigen Abgeordneten Charles Kennedy                                        |
| Rossendale and Darwen                       | Conservative                                    | Jake Berry (C)                  | Wahlkreis behauptet                                                                                      |
| Rother Valley                               | Labour                                          | Kevin Barron (L)                | Wahlkreis behauptet                                                                                      |
| Rotherham                                   | Labour                                          | Sarah Champion (L)              | Wahlkreis behauptet                                                                                      |
| Rugby                                       | Conservative                                    | Mark Pawsey (C)                 | Wahlkreis behauptet                                                                                      |
| Ruislip, Northwood and Pinner               | Conservative                                    | Nick Hurd (C)                   | Wahlkreis behauptet                                                                                      |
| Runnymede and Weybridge                     | Conservative                                    | Philip Hammond (C)              | Wahlkreis behauptet                                                                                      |
| Rushcliffe                                  | Conservative                                    | Kenneth Clarke (C)              | Wahlkreis behauptet                                                                                      |
| Rutherglen and Hamilton West                | Labour                                          | Margaret Ferrier (SNP)          | Wahlkreis gewonnen, gegen bisherigen Abgeordneten Tom Greatrex                                           |
| Rutland and Melton                          | Conservative                                    | Alan Duncan (C)                 | Wahlkreis behauptet                                                                                      |
| Saffron Walden                              | Conservative                                    | Alan Haselhurst (C)             | Wahlkreis behauptet                                                                                      |
| Salford and Eccles                          | Labour                                          | Rebecca Long-Bailey (L)         | Wahlkreis behauptet, bisheriger Abgeordneter Hazel Blears nicht mehr angetreten                          |
| Salisbury                                   | Conservative                                    | John Glen (C)                   | Wahlkreis behauptet                                                                                      |
| Scarborough and Whitby                      | Conservative                                    | Robert Goodwill (C)             | Wahlkreis behauptet                                                                                      |
| Scunthorpe                                  | Labour                                          | Nic Dakin (L)                   | Wahlkreis behauptet                                                                                      |
| Sedgefield                                  | Labour                                          | Phil Wilson (L)                 | Wahlkreis behauptet                                                                                      |
| Sefton Central                              | Labour                                          | Bill Esterson (L)               | Wahlkreis behauptet                                                                                      |
| Selby and Ainsty                            | Conservative                                    | Nigel Adams (C)                 | Wahlkreis behauptet                                                                                      |
| Sevenoaks                                   | Conservative                                    | Michael Fallon (C)              | Wahlkreis behauptet                                                                                      |
| Sheffield Central                           | Labour                                          | Paul Blomfield (L)              | Wahlkreis behauptet                                                                                      |
| Sheffield South East                        | Labour                                          | Clive Betts (L)                 | Wahlkreis behauptet                                                                                      |
| Sheffield Brightside and Hillsborough       | Labour                                          | Harry Harpham (L)               | Wahlkreis behauptet, bisheriger Abgeordneter David Blunkett nicht mehr angetreten                        |
| Sheffield Hallam                            | Liberal Democrats                               | Nick Clegg (LD)                 | Wahlkreis behauptet                                                                                      |
| Sheffield Heeley                            | Labour                                          | Louise Haigh (L)                | Wahlkreis behauptet, bisherige Abgeordnete Meg Munn nicht mehr angetreten                                |
| Sherwood                                    | Conservative                                    | Mark Spencer (C)                | Wahlkreis behauptet                                                                                      |
| Shipley                                     | Conservative                                    | Philip Davies (C)               | Wahlkreis behauptet                                                                                      |
| Shrewsbury and Atcham                       | Conservative                                    | Daniel Kawczynski (C)           | Wahlkreis behauptet                                                                                      |
| Sittingbourne and Sheppey                   | Conservative                                    | Gordon Henderson (C)            | Wahlkreis behauptet                                                                                      |
| Skipton and Ripon                           | Conservative                                    | Julian Smith (C)                | Wahlkreis behauptet                                                                                      |
| Sleaford and North Hykeham                  | Conservative                                    | Stephen Phillips (C)            | Wahlkreis behauptet                                                                                      |
| Slough                                      | Labour                                          | Fiona Mactaggart (L)            | Wahlkreis behauptet                                                                                      |
| Solihull                                    | Liberal Democrats                               | Julian Knight (C)               | Wahlkreis gewonnen, gegen bisherige Abgeordnete Lorely Burt                                              |
| Somerton and Frome                          | Liberal Democrats                               | David Warburton (C)             | Wahlkreis gewonnen, bisheriger Abgeordneter David Heath nicht mehr angetreten                            |
| South Antrim                                | DUP                                             | Danny Kinahan (UUP)             | Wahlkreis gewonnen, gegen bisherigen Abgeordneten William McCrea                                         |
| South Basildon and East Thurrock            | Conservative                                    | Stephen Metcalfe (C)            | Wahlkreis behauptet                                                                                      |
| South Cambridgeshire                        | Conservative                                    | Heidi Allen (C)                 | Wahlkreis behauptet, bisheriger Abgeordneter Andrew Lansley nicht mehr angetreten                        |
| South Derbyshire                            | Conservative                                    | Heather Wheeler (C)             | Wahlkreis behauptet                                                                                      |
| South Dorset                                | Conservative                                    | Richard Drax (C)                | Wahlkreis behauptet                                                                                      |
| South Down                                  | SDLP                                            | Margaret Ritchie (SDLP)         | Wahlkreis behauptet                                                                                      |
| South East Cambridgeshire                   | Conservative                                    | Lucy Frazer (C)                 | Wahlkreis behauptet, bisheriger Abgeordneter James Paice nicht mehr angetreten                           |
| South East Cornwall                         | Conservative                                    | Sheryll Murray (C)              | Wahlkreis behauptet                                                                                      |
| South Holland and The Deepings              | Conservative                                    | John Hayes (C)                  | Wahlkreis behauptet                                                                                      |
| South Leicestershire                        | Conservative                                    | Alberto Costa (C)               | Wahlkreis behauptet, bisheriger Abgeordneter Andrew Robathan nicht mehr angetreten                       |
| South Norfolk                               | Conservative                                    | Richard Bacon (C)               | Wahlkreis behauptet                                                                                      |
| South Northamptonshire                      | Conservative                                    | Andrea Leadsom (C)              | Wahlkreis behauptet                                                                                      |
| South Ribble                                | Conservative                                    | Seema Kennedy (C)               | Wahlkreis behauptet, bisherige Abgeordnete Lorraine Fullbrook nicht mehr angetreten                      |
| South Shields                               | Labour                                          | Emma Lewell-Buck (L)            | Wahlkreis behauptet                                                                                      |
| South Staffordshire                         | Conservative                                    | Gavin Williamson (C)            | Wahlkreis behauptet                                                                                      |
| South Suffolk                               | Conservative                                    | James Cartlidge (C)             | Wahlkreis behauptet, bisheriger Abgeordneter Tim Yeo nicht mehr angetreten                               |
| South Swindon                               | Conservative                                    | Robert Buckland (C)             | Wahlkreis behauptet                                                                                      |
| South Thanet                                | Conservative                                    | Craig Mackinlay (C)             | Wahlkreis behauptet, bisherige Abgeordnete Laura Sandys nicht mehr angetreten                            |
| South West Bedfordshire                     | Conservative                                    | Andrew Selous (C)               | Wahlkreis behauptet                                                                                      |
| South West Devon                            | Conservative                                    | Gary Streeter (C)               | Wahlkreis behauptet                                                                                      |
| South West Hertfordshire                    | Conservative                                    | David Gauke (C)                 | Wahlkreis behauptet                                                                                      |
| South West Norfolk                          | Conservative                                    | Elizabeth Truss (C)             | Wahlkreis behauptet                                                                                      |
| South West Surrey                           | Conservative                                    | Jeremy Hunt (C)                 | Wahlkreis behauptet                                                                                      |
| South West Wiltshire                        | Conservative                                    | Andrew Murrison (C)             | Wahlkreis behauptet                                                                                      |
| Southampton Itchen                          | Labour                                          | Royston Smith (C)               | Wahlkreis gewonnen, bisheriger Abgeordneter John Denham nicht mehr angetreten                            |
| Southampton Test                            | Labour                                          | Alan Whitehead (L)              | Wahlkreis behauptet                                                                                      |
| Southend West                               | Conservative                                    | David Amess (C)                 | Wahlkreis behauptet                                                                                      |
| Southport                                   | Liberal Democrats                               | John Pugh (LD)                  | Wahlkreis behauptet                                                                                      |
| Spelthorne                                  | Conservative                                    | Kwasi Kwarteng (C)              | Wahlkreis behauptet                                                                                      |
| St Albans                                   | Conservative                                    | Anne Main (C)                   | Wahlkreis behauptet                                                                                      |
| St Austell and Newquay                      | Liberal Democrats                               | Steve Double (C)                | Wahlkreis gewonnen, gegen bisherigen Abgeordneten Steve Gilbert                                          |
| St Helens North                             | Labour                                          | Conor McGinn (L)                | Wahlkreis behauptet, bisheriger Abgeordneter David Watts nicht mehr angetreten                           |
| St Helens South and Whiston                 | Labour                                          | Marie Rimmer (L)                | Wahlkreis behauptet, bisheriger Abgeordneter Shaun Woodward nicht mehr angetreten                        |
| St Ives                                     | Liberal Democrats                               | Derek Thomas (C)                | Wahlkreis gewonnen, gegen bisherigen Abgeordneten Andrew George                                          |
| Stafford                                    | Conservative                                    | Jeremy Lefroy (C)               | Wahlkreis behauptet                                                                                      |
| Staffordshire Moorlands                     | Conservative                                    | Karen Bradley (C)               | Wahlkreis behauptet                                                                                      |
| Stalybridge and Hyde                        | Labour                                          | Jonathan Reynolds (L)           | Wahlkreis behauptet                                                                                      |
| Stevenage                                   | Conservative                                    | Stephen McPartland (C)          | Wahlkreis behauptet                                                                                      |
| Stirling                                    | Labour                                          | Steven Paterson (SNP)           | Wahlkreis gewonnen, bisherige Abgeordnete Anne McGuire nicht mehr angetreten                             |
| Stockport                                   | Labour                                          | Ann Coffey (L)                  | Wahlkreis behauptet                                                                                      |
| Stockton North                              | Labour                                          | Alex Cunningham (L)             | Wahlkreis behauptet                                                                                      |
| Stockton South                              | Conservative                                    | James Wharton (C)               | Wahlkreis behauptet                                                                                      |
| Stoke-on-Trent Central                      | Labour                                          | Tristram Hunt (L)               | Wahlkreis behauptet                                                                                      |
| Stoke-on-Trent North                        | Labour                                          | Ruth Smeeth (L)                 | Wahlkreis behauptet, bisherige Abgeordnete Joan Walley nicht mehr angetreten                             |
| Stoke-on-Trent South                        | Labour                                          | Rob Flello (L)                  | Wahlkreis behauptet                                                                                      |
| Stone                                       | Conservative                                    | Bill Cash (C)                   | Wahlkreis behauptet                                                                                      |
| Stourbridge                                 | Conservative                                    | Margot James (C)                | Wahlkreis behauptet                                                                                      |
| Strangford                                  | DUP                                             | Jim Shannon (DUP)               | Wahlkreis behauptet                                                                                      |
| Stratford-on-Avon                           | Conservative                                    | Nadhim Zahawi (C)               | Wahlkreis behauptet                                                                                      |
| Streatham                                   | Labour                                          | Chuka Umunna (L)                | Wahlkreis behauptet                                                                                      |
| Stretford and Urmston                       | Labour                                          | Kate Green (L)                  | Wahlkreis behauptet                                                                                      |
| Stroud                                      | Conservative                                    | Neil Carmichael (C)             | Wahlkreis behauptet                                                                                      |
| Suffolk Coastal                             | Conservative                                    | Thérèse Coffey (C)              | Wahlkreis behauptet                                                                                      |
| Sunderland Central                          | Labour                                          | Julie Elliott (L)               | Wahlkreis behauptet                                                                                      |
| Surrey Heath                                | Conservative                                    | Michael Gove (C)                | Wahlkreis behauptet                                                                                      |
| Sutton and Cheam                            | Liberal Democrats                               | Paul Scully (C)                 | Wahlkreis gewonnen, gegen bisherigen Abgeordneten Paul Burstow                                           |
| Sutton Coldfield                            | Conservative                                    | Andrew Mitchell (C)             | Wahlkreis behauptet                                                                                      |
| Swansea East                                | Labour                                          | Carolyn Harris (L)              | Wahlkreis behauptet, bisherige Abgeordnete Siân James nicht mehr angetreten                              |
| Swansea West                                | Labour                                          | Geraint Davies (L)              | Wahlkreis behauptet                                                                                      |
| Tamworth                                    | Conservative                                    | Christopher Pincher (C)         | Wahlkreis behauptet                                                                                      |
| Tatton                                      | Conservative                                    | George Osborne (C)              | Wahlkreis behauptet                                                                                      |
| Taunton Deane                               | Liberal Democrats                               | Rebecca Pow (C)                 | Wahlkreis gewonnen, bisheriger Abgeordneter Jeremy Browne nicht mehr angetreten                          |
| Telford                                     | Labour                                          | Lucy Allan (C)                  | Wahlkreis gewonnen, gegen bisherigen Abgeordneten David Wright                                           |
| Tewkesbury                                  | Conservative                                    | Laurence Robertson (C)          | Wahlkreis behauptet                                                                                      |
| Thirsk and Malton                           | Conservative                                    | Kevin Hollinrake (C)            | Wahlkreis behauptet, bisherige Abgeordnete Anne McIntosh nicht mehr angetreten                           |
| Thornbury and Yate                          | Liberal Democrats                               | Luke Hall (C)                   | Wahlkreis gewonnen, gegen bisherigen Abgeordneten Steve Webb                                             |
| Thurrock                                    | Conservative                                    | Jackie Doyle-Price (C)          | Wahlkreis behauptet                                                                                      |
| Tiverton and Honiton                        | Conservative                                    | Neil Parish (C)                 | Wahlkreis behauptet                                                                                      |
| Tonbridge and Malling                       | Conservative                                    | Tom Tugendhat (C)               | Wahlkreis behauptet, bisheriger Abgeordneter John Stanley nicht mehr angetreten                          |
| Tooting                                     | Labour                                          | Sadiq Khan (L)                  | Wahlkreis behauptet                                                                                      |
| Torbay                                      | Liberal Democrats                               | Kevin Foster (C)                | Wahlkreis gewonnen, gegen bisherigen Abgeordneten Adrian Sanders                                         |
| Torfaen                                     | Labour                                          | Nick Thomas-Symonds (L)         | Wahlkreis behauptet, bisheriger Abgeordneter Paul Murphy nicht mehr angetreten.                          |
| Torridge and West Devon                     | Conservative                                    | Geoffrey Cox (C)                | Wahlkreis behauptet                                                                                      |
| Totnes                                      | Conservative                                    | Sarah Wollaston (C)             | Wahlkreis behauptet                                                                                      |
| Tottenham                                   | Labour                                          | David Lammy (L)                 | Wahlkreis behauptet                                                                                      |
| Truro and Falmouth                          | Conservative                                    | Sarah Newton (C)                | Wahlkreis behauptet                                                                                      |
| Tunbridge Wells                             | Conservative                                    | Greg Clark (C)                  | Wahlkreis behauptet                                                                                      |
| Twickenham                                  | Liberal Democrats                               | Tania Mathias (C)               | Wahlkreis gewonnen, gegen bisherigen Abgeordneten Vince Cable                                            |
| Tynemouth                                   | Labour                                          | Alan Campbell (L)               | Wahlkreis behauptet                                                                                      |
| Upper Bann                                  | DUP                                             | David Simpson (DUP)             | Wahlkreis behauptet                                                                                      |
| Uxbridge and South Ruislip                  | Conservative                                    | Boris Johnson (C)               | Wahlkreis behauptet, bisheriger Abgeordneter John Randall nicht mehr angetreten                          |
| Vale of Clwyd                               | Labour                                          | James Davies (C)                | Wahlkreis gewonnen, gegen bisherigen Abgeordneten Chris Ruane                                            |
| Vale of Glamorgan                           | Conservative                                    | Alun Cairns (C)                 | Wahlkreis behauptet                                                                                      |
| Vauxhall                                    | Labour                                          | Kate Hoey (L)                   | Wahlkreis behauptet                                                                                      |
| Wakefield                                   | Labour                                          | Mary Creagh (L)                 | Wahlkreis behauptet                                                                                      |
| Wallasey                                    | Labour                                          | Angela Eagle (L)                | Wahlkreis behauptet                                                                                      |
| Walsall North                               | Labour                                          | David Winnick (L)               | Wahlkreis behauptet                                                                                      |
| Walsall South                               | Labour                                          | Valerie Vaz (L)                 | Wahlkreis behauptet                                                                                      |
| Walthamstow                                 | Labour                                          | Stella Creasy (L)               | Wahlkreis behauptet                                                                                      |
| Wansbeck                                    | Labour                                          | Ian Lavery (L)                  | Wahlkreis behauptet                                                                                      |
| Wantage                                     | Conservative                                    | Ed Vaizey (C)                   | Wahlkreis behauptet                                                                                      |
| Warley                                      | Labour                                          | John Spellar (L)                | Wahlkreis behauptet                                                                                      |
| Warrington North                            | Labour                                          | Helen Jones (L)                 | Wahlkreis behauptet                                                                                      |
| Warrington South                            | Conservative                                    | David Mowat (C)                 | Wahlkreis behauptet                                                                                      |
| Warwick and Leamington                      | Conservative                                    | Chris White (C)                 | Wahlkreis behauptet                                                                                      |
| Washington and Sunderland West              | Labour                                          | Sharon Hodgson (L)              | Wahlkreis behauptet                                                                                      |
| Watford                                     | Conservative                                    | Richard Harrington (C)          | Wahlkreis behauptet                                                                                      |
| Waveney                                     | Conservative                                    | Peter Aldous (C)                | Wahlkreis behauptet                                                                                      |
| Wealden                                     | Conservative                                    | Nus Ghani (C)                   | Wahlkreis behauptet, bisheriger Abgeordneter Charles Hendry nicht mehr angetreten                        |
| Weaver Vale                                 | Conservative                                    | Graham Evans (C)                | Wahlkreis behauptet                                                                                      |
| Wellingborough                              | Conservative                                    | Peter Bone (C)                  | Wahlkreis behauptet                                                                                      |
| Wells                                       | Liberal Democrats                               | James Heappey (C)               | Wahlkreis gewonnen, gegen bisherige Abgeordnete Tessa Munt                                               |
| Welwyn Hatfield                             | Conservative                                    | Grant Shapps (C)                | Wahlkreis behauptet                                                                                      |
| Wentworth and Dearne                        | Labour                                          | John Healey (L)                 | Wahlkreis behauptet                                                                                      |
| West Aberdeenshire and Kincardine           | Liberal Democrats                               | Stuart Donaldson (SNP)          | Wahlkreis gewonnen, gegen bisherigen Abgeordneten Robert Smith                                           |
| West Bromwich East                          | Labour                                          | Tom Watson (L)                  | Wahlkreis behauptet                                                                                      |
| West Bromwich West                          | Labour                                          | Adrian Bailey (L)               | Wahlkreis behauptet                                                                                      |
| West Dorset                                 | Conservative                                    | Oliver Letwin (C)               | Wahlkreis behauptet                                                                                      |
| West Dunbartonshire                         | Labour                                          | Martin Docherty (SNP)           | Wahlkreis gewonnen, gegen bisherige Abgeordnete Gemma Doyle                                              |
| West Ham                                    | Labour                                          | Lyn Brown (L)                   | Wahlkreis behauptet                                                                                      |
| West Lancashire                             | Labour                                          | Rosie Cooper (L)                | Wahlkreis behauptet                                                                                      |
| West Suffolk                                | Conservative                                    | Matthew Hancock (C)             | Wahlkreis behauptet                                                                                      |
| West Tyrone                                 | Sinn Féin                                       | Pat Doherty (SF)                | Wahlkreis behauptet                                                                                      |
| West Worcestershire                         | Conservative                                    | Harriet Baldwin (C)             | Wahlkreis behauptet                                                                                      |
| Westminster North                           | Labour                                          | Karen Buck (L)                  | Wahlkreis behauptet                                                                                      |
| Westmorland and Lonsdale                    | Liberal Democrats                               | Tim Farron (LD)                 | Wahlkreis behauptet                                                                                      |
| Weston-super-Mare                           | Conservative                                    | John Penrose (C)                | Wahlkreis behauptet                                                                                      |
| Wigan                                       | Labour                                          | Lisa Nandy (L)                  | Wahlkreis behauptet                                                                                      |
| Wimbledon                                   | Conservative                                    | Stephen Hammond (C)             | Wahlkreis behauptet                                                                                      |
| Winchester                                  | Conservative                                    | Steve Brine (C)                 | Wahlkreis behauptet                                                                                      |
| Windsor                                     | Conservative                                    | Adam Afriyie (C)                | Wahlkreis behauptet                                                                                      |
| Wirral South                                | Labour                                          | Alison McGovern (L)             | Wahlkreis behauptet                                                                                      |
| Wirral West                                 | Conservative                                    | Margaret Greenwood (L)          | Wahlkreis gewonnen, gegen bisherige Abgeordnete Esther McVey                                             |
| Witham                                      | Conservative                                    | Priti Patel (C)                 | Wahlkreis behauptet                                                                                      |
| Witney                                      | Conservative                                    | David Cameron (C)               | Wahlkreis behauptet                                                                                      |
| Woking                                      | Conservative                                    | Jonathan Lord (C)               | Wahlkreis behauptet                                                                                      |
| Wokingham                                   | Conservative                                    | John Redwood (C)                | Wahlkreis behauptet                                                                                      |
| Wolverhampton North East                    | Labour                                          | Emma Reynolds (L)               | Wahlkreis behauptet                                                                                      |
| Wolverhampton South East                    | Labour                                          | Pat McFadden (L)                | Wahlkreis behauptet                                                                                      |
| Wolverhampton South West                    | Conservative                                    | Rob Marris (L)                  | Wahlkreis gewonnen, gegen bisherigen Abgeordneten Paul Uppal                                             |
| Worcester                                   | Conservative                                    | Robin Walker (C)                | Wahlkreis behauptet                                                                                      |
| Workington                                  | Labour                                          | Sue Hayman (L)                  | Wahlkreis behauptet, bisheriger Abgeordneter Tony Cunningham nicht mehr angetreten                       |
| Worsley and Eccles South                    | Labour                                          | Barbara Keeley (L)              | Wahlkreis behauptet                                                                                      |
| Worthing West                               | Conservative                                    | Peter Bottomley (C)             | Wahlkreis behauptet                                                                                      |
| The Wrekin                                  | Conservative                                    | Mark Pritchard (C)              | Wahlkreis behauptet                                                                                      |
| Wrexham                                     | Labour                                          | Ian Lucas (L)                   | Wahlkreis behauptet                                                                                      |
| Wycombe                                     | Conservative                                    | Steve Baker (C)                 | Wahlkreis behauptet                                                                                      |
| Wyre and Preston North                      | Conservative                                    | Ben Wallace (C)                 | Wahlkreis behauptet                                                                                      |
| Wyre Forest                                 | Conservative                                    | Mark Garnier (C)                | Wahlkreis behauptet                                                                                      |
| Wythenshawe and Sale East                   | Labour                                          | Mike Kane (L)                   | Wahlkreis behauptet                                                                                      |
| Yeovil                                      | Liberal Democrats                               | Marcus Fysh (C)                 | Wahlkreis gewonnen, gegen bisherigen Abgeordneten David Laws                                             |
| Ynys Môn (Anglesey)                         | Labour                                          | Albert Owen (L)                 | Wahlkreis behauptet                                                                                      |
| York Central                                | Labour                                          | Rachael Maskell (L)             | Wahlkreis behauptet, bisheriger Abgeordneter Hugh Bayley nicht mehr angetreten                           |
| York Outer                                  | Conservative                                    | Julian Sturdy (C)               | Wahlkreis behauptet                                                                                      |